# Santé Diabète
Santé Diabète(SD) es una organización no gubernamental (ONG) francesa, cuya sede principal se estableció en Grenoble (Francia).
Santé Diabète trabaja en el fortalecimiento de los sistemas de salud para mejorar la prevención y el manejo de la diabetes en África.

## Histórico
En el ámbito de una enfermedad crónica como la diabetes, mejorar la atención permite salvar miles de vidas y mejorar también la calidad de vida de las personas con diabetes.
La ONG Santé Diabète fue creado en 2001, bajo el nombre de Santé Diabète Malí, por Stéphane Besançon, actual Director Ejecutivo de la organización.
Santé Diabète fue creado con el trabajo de investigación realizado en Malí sobre el fonio (cereal presente en África occidental) y diabetes con el Centro Internacional para la Investigación Agrícola para el Desarrollo (CIRAD). Eso permitió a Stéphane Besançon estar trabajando sobre la plaga que es la diabetes en el continente africano, la falta de acceso a la atención médica para las personas con diabetes en África y también, la falta de consideración de dicha cuestión por los actores del desarrollo.

## Su acción
Santé Diabète pone énfasis en el fortalecimiento de los sistemas de salud para mejorar la prevención y el tratamiento de la diabetes, cone el apoyo para el desarrollo a largo plazo de proyectos de campos, la ejecución de proyectos de investigación o experiencias a corto plazo en muchos países de África.
Santé Diabète basa su intervención en un enfoque integral, incluyendo todas las áreas necesarias para una prevención y atención de calidad de la diabetes. Este enfoque innovador se materializa en la práctica con el desarrollo de 6 componentes que propongan de:

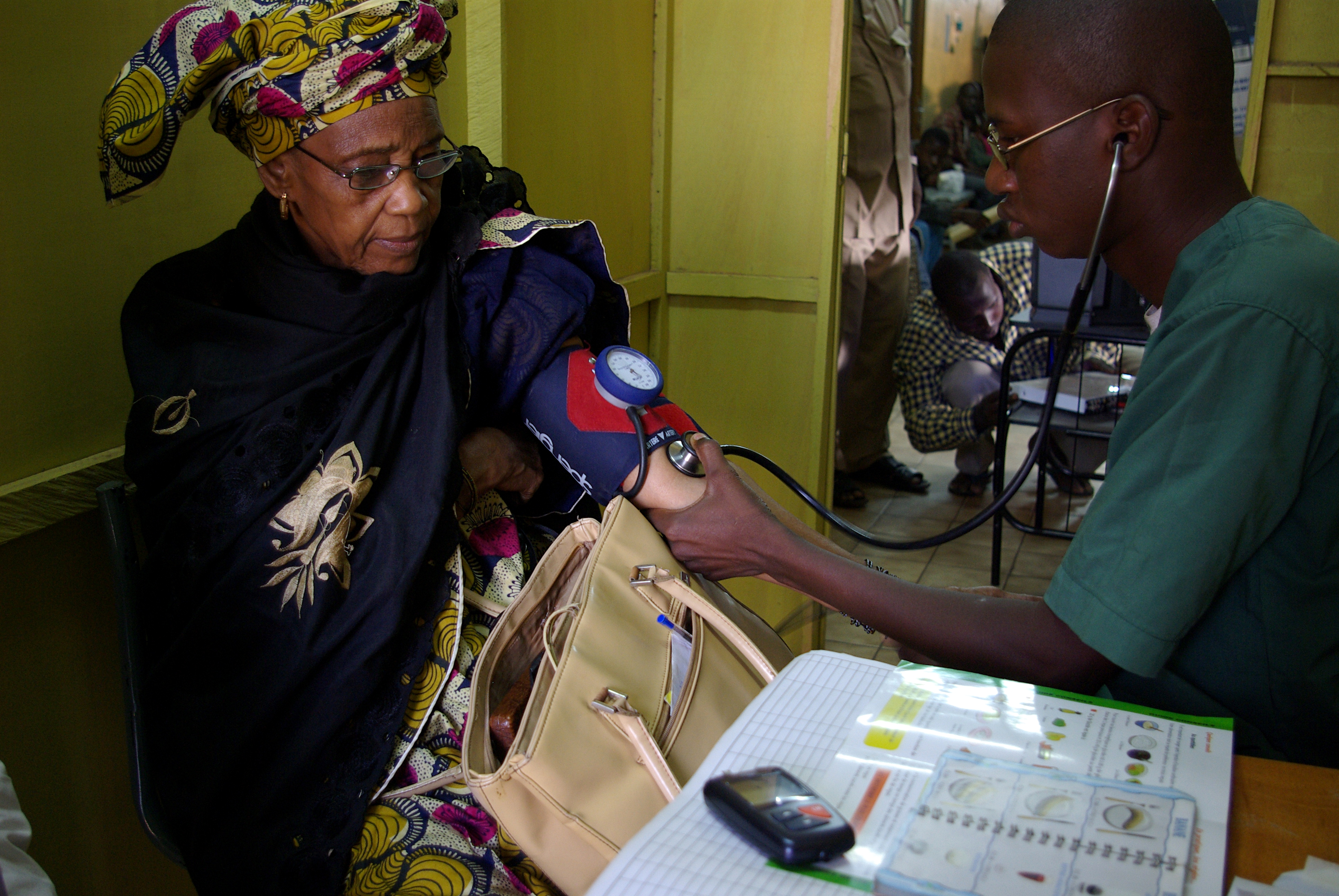
Consulta diabético en el hospital

1.	Invertir en prevención primaria para reducir el progreso humano y económico de la enfermedad,,
2.	Invertir en la descentralización de la atención para asegurar la accesibilidad geográfica de la población en una atención de calidad,,
3.	Invertir en prevención secundaria y terciaria "educación terapéutica" para reducir la incidencia de complicaciones debido a la diabetes,,
4.	Invertir en la reducción de los costos a la accesibilidad geográfica de la población a una atención de calidad,,
5.	Invertir en un análisis completo incluyendo la participación activa de los pacientes y de sus familias a través de sus asociaciones mediante la promoción de mecanismos de mecanismos autogestión e incidencia permitiendo la defensa de sus derechos,
6.	Invertir en la investigación - acción para desarrollar enfoques innovadores.
Este enfoque se desarrolla en el campo con todos los socios institucionales. Esta localización con asistencia técnica podrá apoyar las políticas de prevención y atención de la diabetes implementadas por los Estados y garantizar que las intervenciones de las ONG proporcionan soluciones a largo plazo.
En paralelo a estas intervenciones de campo, la ONG Santé Diabète apoyara muchos gobiernos en la elaboración y aplicación de su política contra la diabetes.
Más recientemente, la ONG Santé Diabète ha invertido también en Francia en el desarrollo de proyectos de Educación Al Desarrollo y a la Solidaridad Internacional (EADSI),, o también, aportando las experiencias adquiridas en el campo para proporcionar nuevas habilidades en el sistema de salud francés en colaboración con diversos actores de este sistema.

## Zonas de intervención

### Proyectos de campo
- Malí
- Burkina Faso
- Senegal
- Unión de las Comoras

### Investigaciones y actividades académicas
Tanzania, Benín y Guinea.

## Organización interna

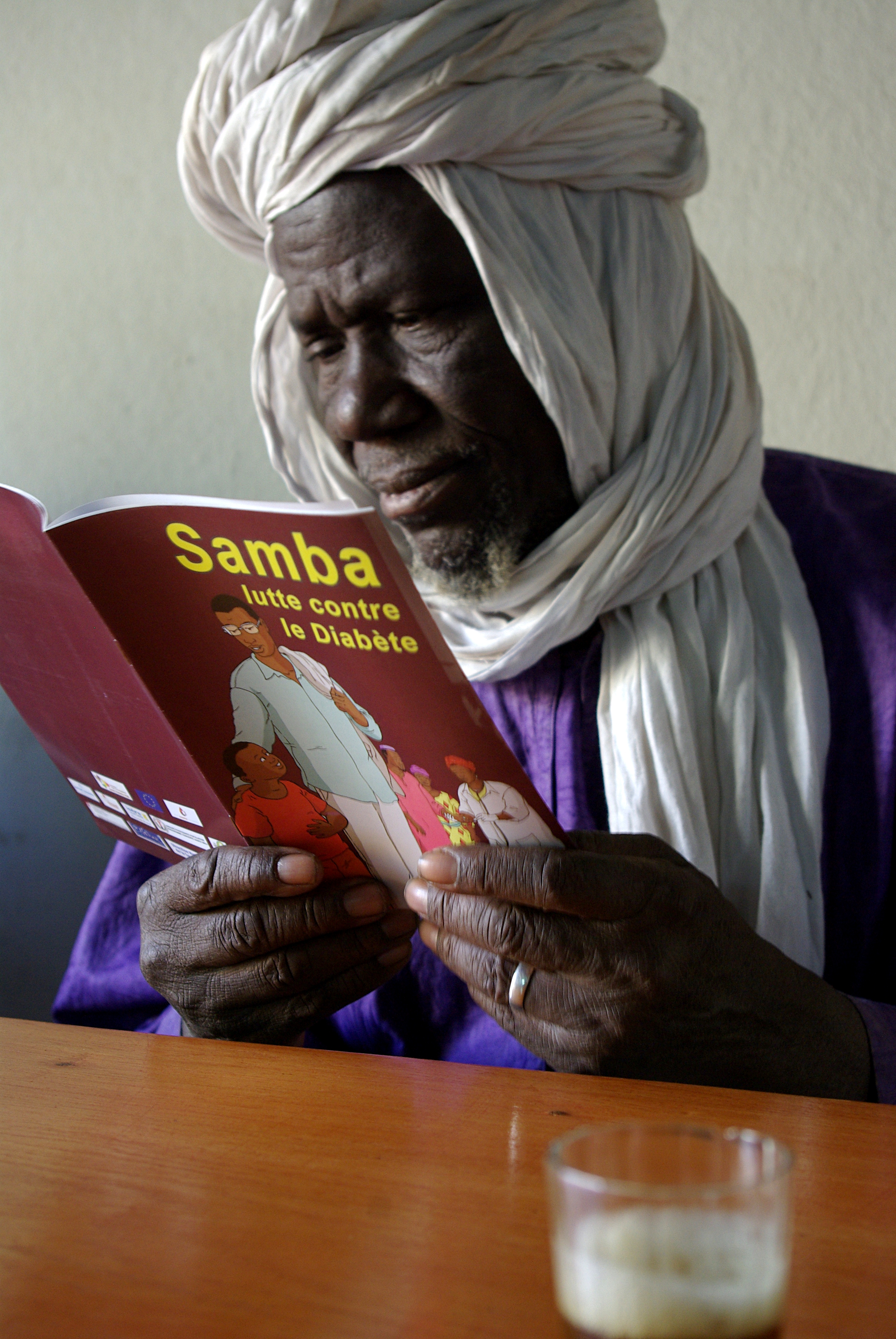
Información sobre la diabetes en África

Santé Diabète tiene un equipo empleado de 30 personas (2014) quien se distribuye en diferentes oficinas operativas de la organización: Grenoble (Francia), Bamako (Malí), Uagadugú (Burkina Faso) y Dakar (Senegal).
Como asociación francesa de tipo “ley 1901”, el equipo empleado trabaja bajo la dirección de una oficina y una junta directiva de 12 miembros. Esta junta directiva incluye personas de distintos perfiles y nacionalidades (altos funcionarios, médicos, profesionales del desarrollo, humanitarios, investigadores, comunicantes, personas con diabetes, académicos, estudiantes, etc.) garantizando una fuerte orientación de la organización.
Finalmente, además de estos órganos, Santé Diabète cuenta con un Consejo Científico internacional de médicos e investigadores de alto nivel con diferentes especialidades:
- Medicina
- Epidemiología
- Ciencias de la educación
- Economía de la salud
- Economía del desarrollo
- Antropología
- Sociología
- Políticas públicas

## Socios
Los resultados de campo y el polo de expertos involucrados han puesto gradualmente la ONG Santé Diabète como una estructura de referencia al nivel internacional para muchas organizaciones internacionales, con el cual la ONG ha construido una fuerte cooperación:
- Federación Internacional de la Diabetes (FID)
- Organización Mundial de la Salud (OMS).
- Organización de la Salud de África Occidental (WAHO)
- Sociedad Francófona de la Diabetes (SFD)
- Universidad de Montreal: Centro de investigación sobre transición nutricional (TRANSNUT)
- Hospital Universitario de Grenoble (Francia).
- Hospital de la Reunión (Francia).
- Universidad de Ginebra (Suiza).
- Asociación Francesa de la Diabetes (AFD).
- Asociación de los Jóvenes Diabéticos (AJD).
- International Insulin Foundation (IIF).
- World Diabetes Foundation (WDF).

## Publicación y conferencias

### Libros

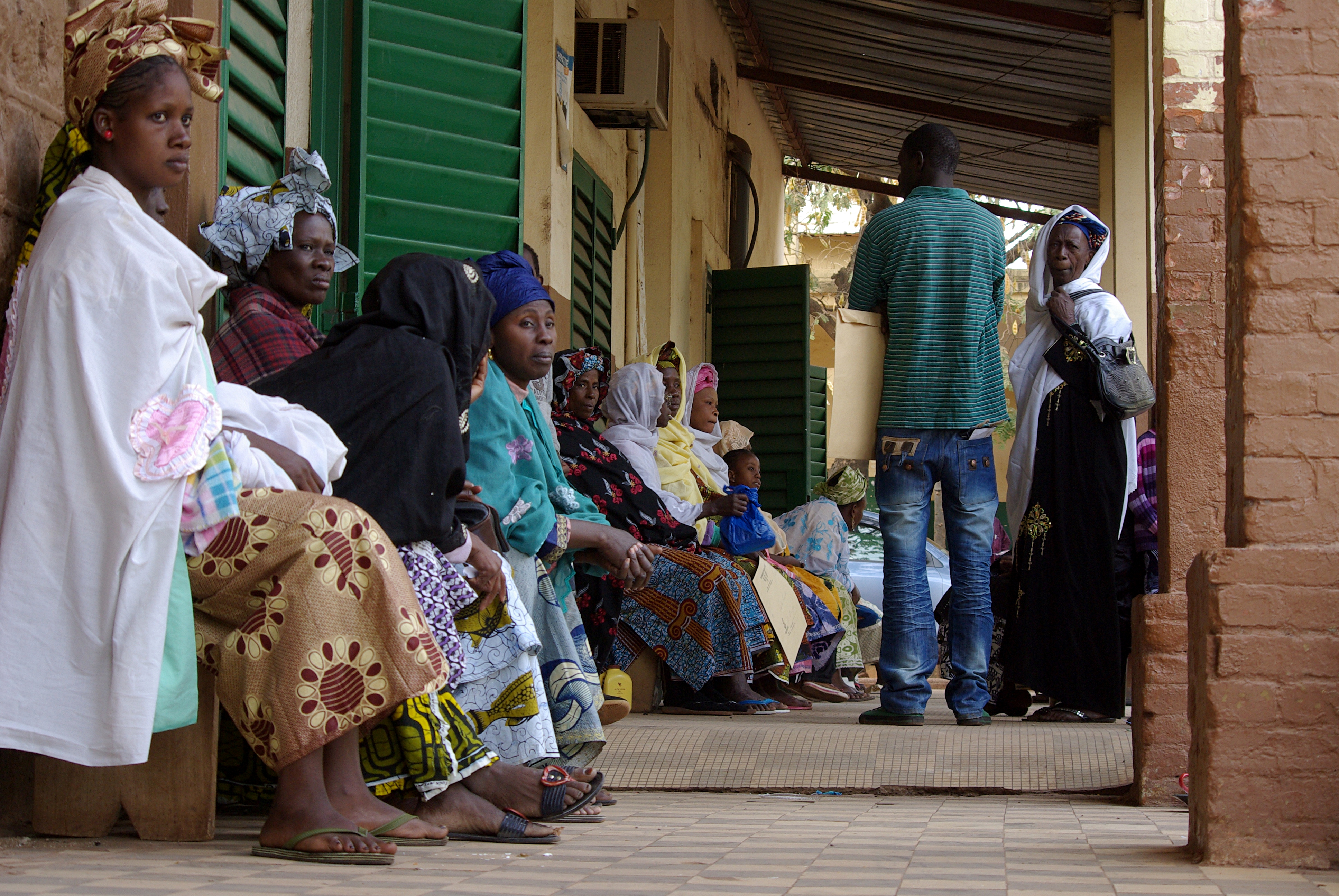
Consulta diabético en el hospital

- Stéphane Besançon et Kaushik Ramaiya. ""Diabète Afrique"". Edition ONG Santé Diabète, 2010, 80 pages.

### Publicaciones
- Betz Brown J, Ramaiya K, Besançon S, Rheeder P, Mapa Tassou C, Mbanya J.C, Kissimova-Skarbek K, Wangechi Njenga E, Wangui Muchemi E, Kiambuthi Wanjiru H, Schneide E. Use of Medical Services and Medicines Attributable to Diabetes in Sub-Saharan Africa, Plos One, Septembre 2014
- Besançon S, Beran D, Bouenizabila E. Accès à l'insuline dans les pays en voie de développement: une problématique complexe. Médecine des Maladies Métaboliques, Avril 2014
- Besançon S, Sidibé A, Traoré B, Amadou D, Djeugoue P, Coulon AL, Halimi S. Injecter de l’aide dans une région oubliée. Diabetes Voice, Volume 59, Mars 2014
- Besançon S, Sidibé A. Le diabète: un enjeu de santé publique au Malí. Soins, N°781, Décembre 2013
- Besançon S. Afrique et diabète: La fin d'un paradoxe. Diabète et Obésité, Volume 8, N° 72, Octobre 2013
- Besançon S, Sidibé A.T. La société civile face à l'urgence du diabète au Malí. Diabetes Voice, Volume 57, Juillet 2012
- Delisle H, Besançon S, Mbanya JC, Dushimimana A, Kapur A, Leitzmann C, Makoutodé M, Stover PJ. Empowering our profession in Africa. World Nutrition May 2012, 3, 6, 269-284
- Drabo J, Sidibé A, Halimi S, Besançon S. Une approche multipartenaire du développement de l'excellence dans la formation à la gestion du diabète dans quatre pays africains. Diabetes Voice, Volume 56, Juin 2011
- Debussche X, Balcou-Debussche M, Besançon S, Sidibé AT.Challenges to diabetes self-management in developing countries. Volume 54, Special Issue World diabetes congress, October 2009
- Besancon S, Sidibé AT, Nientao I. Décentralisation des soins du diabète au Malí, Un exemple de travail en réseau. Développement et Santé, Juillet 2009
- Besancon S, Sidibé AT, Nientao I. Adaptation des recommandations pour la prise en charge du diabète en Afrique. Développement et Santé, Juillet 2009
- Besancon S, Sidibé AT, Nientao I. Le diabète au Malí: aspects diététiques. Développement et Santé, Juillet 2009
- Besancon S, Sidibé AT, Nientao I, Sow DS. Comment a été développé le programme de prévention et de prise en charge spécifique du pied diabétique au Malí?; Développement et Santé, Juillet 2009
- Beran D, Besançon S, Sidibé AT. Le diabète un nouvel enjeu de santé publique pour les pays en voie de développement: l’exemple du Malí. Médecine des maladies Métaboliques, Mars 2007
- Besançon S. L’Association Malienne de Lutte contre le Diabète. Diabetes voice, Volume 51 Numéro 3, Septembre 2006
- Beran D, Besançon S. Report of the International Insulin Foundation on the assessment protocol for insulin access in Malí, Décembre 2004

### Conferencias
- Symposium international de Libreville sur le diabète (2014). Besançon S. “Apport des pairs éducateurs dans l’éducation thérapeutique des patients diabétiques au Malí”.[14] Libreville, Gabón, 6 et 7 juin 2014
- Médecins Sans Frontière (MSF) International Diabetes Workshop (2014). Besançon S. “Management of diabetes in emergency contexts: a case study from Malí”. Genève, Suisse, 3 et 4 juin 2014
- Médecins Sans Frontière (MSF) International Diabetes Workshop (2014). Besançon S. “Advocacy and International network on diabetes management in Africa”. Genève, Suisse, 3 et 4 juin 2014
- 2nd African Diabetes Summit (2014). Besançon S., "Diabetes in war and conflicts" and "Emergiencies and catastrophes".[15] Yaundé, Cameroun, February 25th to 28th, 2014
- World Diabetes Congress (2013). Besançon S. "Peer educators structured educationnal intervention in type 2 diabetes - a randomised controlled trial in Malí[16] ". Melbourne, Australie, 2 au 6 décembre 2013
- Symposium international de Libreville sur le diabète (2013). Besançon S. Accès au traitement pour le diabète: problématique médico-économique et logistique. Libreville, Gabón, 7 et 8 juin 2013
- Congress of the french speaking society of diabetes (2013). Besançon S. Diabetes Africa: the end of a paradox. Montpellier international congress center. Montpellier, France, march 28, 2013
- Regional Forum on NCDs: "Integrated and evidence-informed approaches to tackling NCDs in the West African Sub-Region". Besançon S. Development of prevention and management of diabetes in Malí. West African Health Organization (WAHO). Uagadugú, Burkina Faso, 20-21 de noviembre de 2012,
- The African Diabetes Congress (1st Scientific Sessions). Besançon S. Role of nutrition in the prevention and management of diabetes: research and programs developed in Malí. Arusha International Congress Center. Arusha, Tanzania, 25th – 28th July, 2012.
- Symposium international de Libreville sur le diabète en Afrique. Besançon S. Méthodologie développée pour décentraliser les soins pour le diabète au Malí. Libreville, Gabón, 1.er et 2 juin 2012
- Geneva Health Forum 2012. Besançon. S. State-NGO Partnership to Improve the Prevention and Management of Diabetes in Malí? Geneva (Suisse), April, 18-20 april 2012.
- Expert Meeting on Indigenous Peoples, Diabetes and Development. Besançon S. Diabetes Education & Nutrition in Malí, Improving Care Amongst the Tuareg Population. Copenhague, Danemark, 01 and 02 march 2012
- Therapeutic Patient Education: Issues and Perspectives. Besançon S. Developing the therapeutic education with limited resources: what Challenges? The example of Malí. La Reunión, France, 24 de febrero de 2012
- Sommet Africain Francophone du Diabète (SAFDIA). Besançon S. Sidibe AT. Décentralisation des soins pour le diabète, l’exemple du Malí. Brazzaville, Congo, 27 al 29 de octubre de 2011
- Sustainability Leadership Programme – Cambridges university. Besançon S. Access to health and especially to drugs for diabetic patients, what perspective for the NGO Santé Diabète? Copenhague, Denmark, Wednesday 28th – Friday 30th September 2011
- Séminaires du centre collaborateur OMS sur la transition nutritionnelle et le développement (TRANSNUT). Besançon S. Développement: des actions de recherches pour soutenir les activités de terrain et celles de plaidoyer. Centre TRANSNUT. Département de nutrition, Faculté de médecine Université de Montréal - 18 mai 2011
- WHO African Region Ministerial Consultation on Non communicable Diseases. Besançon S., Collaboration State - NGO to improve prevention and management of diabetes in Malí. Brazzaville, Congo, 4-6 de abril de 2011
- Diabetes Leadership Forum Africa 2010. Besançon. S, Traore. N. M. Leveraging multi-stakeholder engagement in diabetes care. Johannesburg (Afrique du Sud), 30 de septiembre – 1 de octubre de 2010
- Social and Economic Impact of Diabetes International Expert Summit. Besançon. S. Panel expert: Economic impact of diabetes in Africa. Pékin (Chine), 13-14 novembre 2010.
- World Diabetes Congress. Nientao. I. Besançon. S. IDF Study on the Economic and Social Impact of Diabetes in Malí. Montréal (Canadá), october 2009
- African Diabetes Congress. Besançon. S. Sidibe.A. Nientao. I. Nutritional management of diabetes in Africa a new hope. Nairobie (Kenia), 2007
- World Diabetes Congress. Besançon. S. Sidibe.A. T. Nientao. I. Nutritional management of diabetes in Africa the example of Malí. Ciudad del Cabo (Sudáfrica), 2006
- Symposium International sur le diabète. Besançon.S. How was the program developped «Towards an improved coverage of Diabetes Mellitus in Malí». Manila (Filipinas). Avril 2006